# Fenghuangshan (köpinghuvudort i Kina, Yunnan Sheng, lat 24,08, long 102,21)
Fenghuangshan (kinesiska: 化念) är en köpinghuvudort i Kina. Den ligger i provinsen Yunnan, i den sydvästra delen av landet, omkring 120 kilometer sydväst om provinshuvudstaden Kunming. Antalet invånare är 11 538. Befolkningen består av 5 474 kvinnor och 6 064 män. Barn under 15 år utgör 17,0 %, vuxna 15-64 år 73 %, och äldre över 65 år 8,0 %.
Runt Fenghuangshan är det ganska tätbefolkat, med 93 invånare per kvadratkilometer. Närmaste större samhälle är Tadianjie, 19,3 km norr om Fenghuangshan. I omgivningarna runt Fenghuangshan växer i huvudsak blandskog.
Genomsnittlig årsnederbörd är 1 000 millimeter. Den regnigaste månaden är juni, med i genomsnitt 192 mm nederbörd, och den torraste är februari, med 9 mm nederbörd.